# Крутянский, Анатолий Абрамович
Анатолий Абрамович Крутянский (29 августа 1927, Москва — 1994) — советский шахматист, мастер спорта СССР (1962). Механик.
Выступал за «Спартак» (Ленинград). Лучший результат в первенствах Ленинграда (1958) — 3—4-е места.

## Награды
- медаль «За победу над Германией в Великой Отечественной войне 1941-1945 гг.»[1]